# Самарин, Павел Григорьевич
Павел Григорьевич Самарин (11 июля 1930, п. Демидовка, Башкирская АССР — 3 октября 2012, п. Демидовка, Башкортостан) — советский нефтяник, лауреат Государственной премии СССР (1981). Заслуженный нефтяник БАССР (1985), отличник нефтяной промышленности СССР (1969), почётный нефтяник СССР (1985).

## Биография
Самарин Павел Григорьевич родился 11 июля 1930 года в п. Демидовка (ныне — Калтасинского района Башкирии).
С 1954 года работал в Бирской геолого-поисковой конторе, в 1962—1992 годах — оператор по добыче нефти и газа, машинист насосной станции. НГДУ «Южарланнефть».
Участвовал в переводе нефтепромысла на однотрубную систему сбора, автоматизации и телемеханизации объектов добычи нефти; в разработке и внедрении трубных водоотделителей.

## Награды и звания
- Орден Ленина (1971)
- Государственная премия  СССР (1981).